# シグナギ
シグナギ（グルジア語: სიღნაღი、SignagiまたはSighnaghi）は、ジョージアのカへティ地方最東端にある町で、シグナギ地区の行政上の中心地である。
ジョージアでも極めて小さな町ではあるが、ワイン生産地域として知られるカヘティ地方の中心に位置し、美しい景観やパステルカラーの家々、狭い石畳の通りなどから人気の観光地として知られている。坂の上に位置しており、晴れていれば広大なアラザニ渓谷を見下ろせ、遠くにコーカサス山脈を臨める。

## 地名の由来
シグナギの名前は、古チュルク語で「避難所」または「亡命」を意味するsyghynak（トルコ語: sığınak、アゼルバイジャン語: sığınacaq）に由来する。